# Karl von Appen

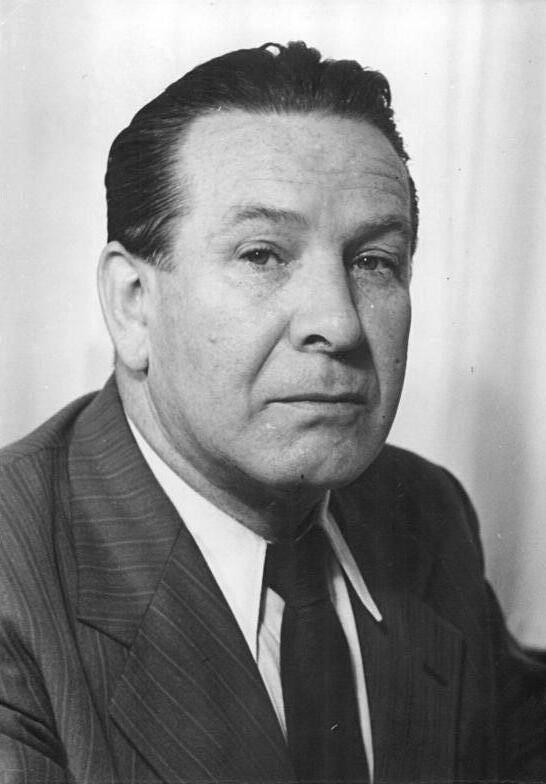
Karl von Appen (1956)

Karl von Appen (* 12. Mai 1900 in Düsseldorf; † 22. August 1981 in Berlin) war ein deutscher Bühnenbildner, der vor allem mit seinen Arbeiten für das Berliner Ensemble bekannt wurde.

## Leben
Von Appen absolvierte in Frankfurt am Main eine Lehre als Chemigraf und ab 1918 eine Ausbildung zum Theatermaler und studierte dort, u. a. bei Franz Karl Delavilla, von 1920 bis 1924 an der Kunstgewerbeschule des Mitteldeutschen Kunstgewerbevereins der Polytechnischen Gesellschaft. Daneben war er von 1921 bis 1926 Bühnenbildner für das Frankfurter Künstlertheater und die Städtische Oper. Danach lebte er als freier Maler und Grafiker in Berlin und später in Dresden, arbeitete als Bühnenbildner für Theater in Dresden, Dortmund und Würzburg und studierte daneben an der Marxistischen Arbeiterschule. Ab 1930 gehörte er zur Dresdner Assoziation revolutionärer Bildender Künstler ASSO. 1932 trat er der KPD bei. 1933 wurde er mit Berufsverbot belegt. 1937 wurden im Rahmen der deutschlandweiten konzertierten Aktion „Entartete Kunst“ nachweislich seine Aquarelle Jurandoor und Meeresbucht aus der Kunstsammelstelle Frankfurt am Main beschlagnahmt und zerstört.
Laut Ausstellungskatalog war er allerdings 1940 auf der Ausstellung des Dresdner Künstlerbunds „Erste Ausstellung Kriegsjahr 1940“ in Dresden vertreten.
Wegen illegaler Tätigkeit für die KPD wurde er 1941 verhaftet und kam ins Strafgefangenenlager Nieder-Roden.

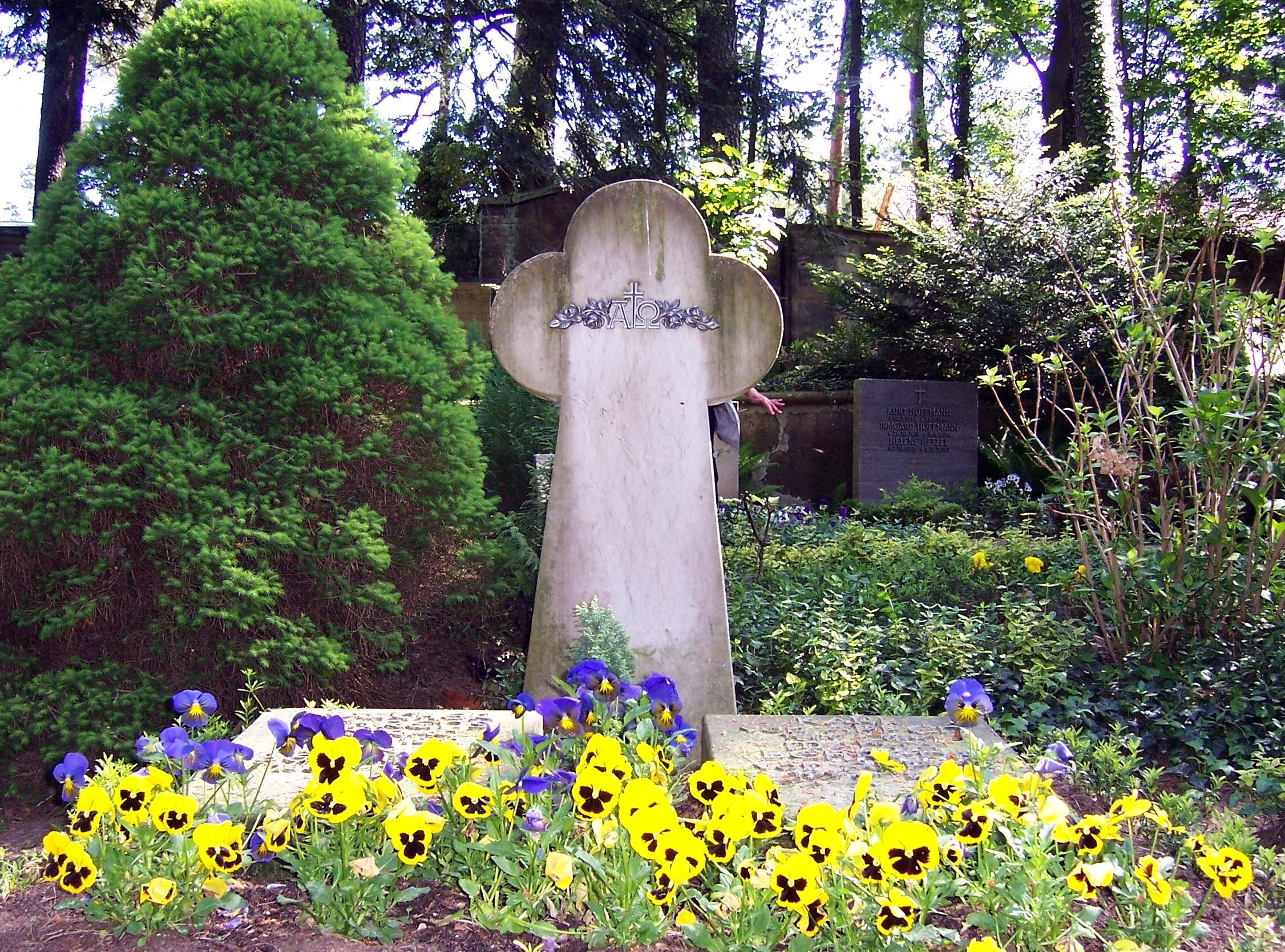
Grab Karl von Appens auf dem Waldfriedhof Weißer Hirsch

Ab Oktober 1945 war er Chef des Ausstattungswesens der Bühnen der Stadt Dresden. Er beteiligte sich 1945/1946 mit einem Holzschnitt an der ersten Kunstausstellung in Dresden nach Kriegsende („Freie Künstler. Ausstellung Nr. 1“).
1946 trat er der KPD/SED bei und war bis 1949 kommissarischer Generalintendant der Bühnen der Landeshauptstadt. Er gründete 1947 die Klasse für Bühnenbild an der Hochschule für bildende Künste in Dresden. Zu seinen Schülerinnen und Schülern gehörten u. a. Jochen Finke, Annemarie Rost, Einar Schleef und Erika Simmank-Heinze. Bis 1954 schuf er die Bühnenbilder für 69 Inszenierungen in Dresden.
Im Jahr 1953 begann seine Zusammenarbeit mit Bertolt Brecht. Seit 1954 war er Chefbühnenbildner des Berliner Ensembles und arbeitete daneben für andere Theater der DDR, die Münchener Kammerspiele und das National Theatre London.
Im Jahr 1960 wurde er Titularprofessor und leitete 1961 eine Meisterklasse an der Deutschen Akademie der Künste. Von 1972 bis 1975 war er Präsident, danach Ehrenpräsident der Sektion DDR der Organisation International des Scénographes et des Techniciens de Théatre.
Von Appen war mit der Schauspielerin Manja Behrens verheiratet. Sein Grab befindet sich auf dem Waldfriedhof Weißer Hirsch in Dresden.

## Fotografische Darstellung von Appens
- Hildegard Jäckel: Karl von Appen (mehrere Fotografien, 1950)[3]

## Weitere Ehrungen (Auswahl)
- 1965: Vaterländischer Verdienstorden in Gold
- 1967: Goldmedaille der Prager Bühnenbild-Quadriennale
- 1969: Nationalpreis der DDR II. Klasse
- 1975: Karl-Marx-Orden
- 1975: Ernennung zum Ehrenmitglied des Staatstheaters Dresden

## Bühnenbilder
- 1953 Katzgraben von Erwin Strittmatter, Berliner Ensemble, Regie: Bertolt Brecht
- 1954 Der kaukasische Kreidekreis von Bertolt Brecht, Berliner Ensemble, Regie: Bertolt Brecht
- 1956 Der Held der westlichen Welt von John Millington Synge, Berliner Ensemble, Regie: Peter Palitzsch, Manfred Wekwerth
- 1957 Der gute Mensch von Sezuan von Bertolt Brecht, Berliner Ensemble, Regie: Benno Besson
- 1959 Der aufhaltsame Aufstieg des Arturo Ui von Bertolt Brecht, Berliner Ensemble, Regie: Peter Palitzsch, Manfred Wekwerth
- 1960 Die Dreigroschenoper von Bertolt Brecht, Berliner Ensemble, Regie: Erich Engel
- 1962 Die Tage der Commune von Bertolt Brecht, Berliner Ensemble, Regie: Joachim Tenschert, Manfred Wekwerth
- 1967 Der Brotladen von Bertolt Brecht, Berliner Ensemble,  Regie: Manfred Karge und Matthias Langhoff
- 1968 Die heilige Johanna der Schlachthöfe von Bertolt Brecht, Berliner Ensemble, Regie: Joachim Tenschert, Manfred Wekwerth
- 1971 Der Hauptmann von Köpenick von Carl Zuckmayer, Old Vic Theatre London
- 1980 Senecas Tod von Peter Hacks, Deutsches Theater Berlin, Regie: Cox Habbema

## Filmografie
- 1957: Herr Puntila und sein Knecht Matti (Studioaufzeichnung)
- 1966: Die Tage der Commune (Theateraufzeichnung)
- 1966: Die Ermittlung (Theateraufzeichnung)
- 1974: Der aufhaltsame Aufstieg des Arturo Ui (Theateraufzeichnung)